# Emilie Hörnlund
Emilie Hörnlund (* 1982 in Göteborg) ist eine schwedische Bratschistin, Kammermusikerin und Konzertmeisterin an der Königlichen Oper in Stockholm.

## Leben
Ihre erste musikalische Ausbildung erhielt Emilie Hörnlund am Musikkonservatorium in Falun. Nach dem Abitur ging sie zum Musikstudium an die Guildhall School of Music and Drama und an das Royal College of Music nach London. Sie studierte unter anderem bei Jack Glickman, David Takeno Andriy Viytovych und Barock-Viola bei Annette Isserlis. Im Jahr 2005 erhielt sie ein Stipendium von der Anglo-Swedish Society. Im Jahr 2006 nahm sie als erste Bratschistin am Ljunggrenska-Solisten-Wettbewerb teil und erreichte dabei die Finalrunde.
Emilie Hörnlund hat nach ihrer Ausbildung mit vielen Orchestern in England gespielt, unter anderem mit Orchestra of the Age of Enlightenment, dem Englisch Chamber Orchestra, dem London Chamber Orchestra, dem BBC Philharmonic Orchestra und dem Royal Philharmonic Orchestra.
Mit der russischen Violinistin Alina Ibragimova, dem spanischen Violinisten Pablo Hernán Benedí und der französischen Cellistin Claire Thirion  gründete Emilie Hörnlund 2005 das Chiaroscuro Quartet, das sich der historischen Aufführungspraxis der Musikstücke der Klassik und Frühromantik widmet. Das mehrfach mit internationalen Preisen ausgezeichnete Quartett gab Konzerte in zahlreichen Konzertsälen und Festivals in Europa und Asien, unter anderem in der Wigmore Hall London, im Auditorium du Louvre in Paris, im Theater du Jeu de Paume in Aix-en-Provence, in der Kölner Philharmonie, im Mozarteum Salzburg sowie beim Cambridge und Cheltenham Festival. Im September 2011 erschien das Debütalbum des Quartetts mit Musik von Mozart und Schubert.
Bis 2010 übte Emilie Hörnlund die Funktion der stellvertretenden Solo-Viola am Royal Philharmonic Orchestra aus. Seit 2010 bekleidet sie die Funktion der Konzertmeisterin an der Kungliga Hovkapellet an der Königlichen Oper in Stockholm. Auch im Schweden arbeitet sie regelmäßig mit verschiedenen Orchestern zusammen, unter anderem mit den Schwedischen Radio-Symphonieorchester. Darüber hinaus gibt sie regelmäßig Solokonzerte an der Königlichen Oper in Stockholm.
Neben dem klassischen Repertoire war Emilie Hörnlund auch an einige Popmusikproduktionen beteiligt. Im 2006 veröffentlichten Song der Artic Monkeys Baby I'm Yours übernahm sie die Einspielung des Viola. An einigen Produktionen des britischen Sängers Jonathan Jeremiah war die Bratschistin ebenfalls beteiligt.

## Diskographie (Auswahl)
- Chiaroscuro Quartet: Mozart – Schubert
- Chiaroscuro Quartet: Beethoven – Mozart
- Chiaroscuro Quartet: Haydn "Sun Quartets" op.20 (Vol.1)
- Chiaroscuro Quartet: Haydn "Sun Quartets" op.20 (Vol.2)
- Arnold Schönberg: Verklärte Nacht; Tobias Lundmark: Kantat För Fjärde Söndagen I Advent